# П'єро Франческо Медічі
П'єро Франческо Медічі (1430 — 19 липня 1476) — політик, дипломат й банкір часів Флорентійської республіки.

## Життєпис
Походив із впливової флорентійської родини Медічі. Був сином Лоренцо Медічі Старого й Джиневри Кавальканті. Вже у 1440 році залишається сиротою. Опіку над П'єр Франческо узяв його дядько Козімо Медічі, фактичним володар республіки.
По досягненню повноліття починає займатися банківською справою, що залишилася після смерті батька. Водночас виконує доручення уряду. У 1458 році очолює посольство із привітанням новообраного папу римського Пія II. У 1459 році його признають Priore delle Arti. У 1463 році знову очолює флорентійське посольство, на сей разу до Мантуї.
Стосунки між гілками родини Медічі змінилися після смерті у 1464 році Козімо Медічі. спочатку П'єр Франческо підтримував свою двоюрідного брата П'єро Медічі. Втім незабаром дав себе умовити приєднатися до заколоту проти останнього. П'єр Фраческо сам сподівався посісти місце свого родича. тім їх заколот на чолі з Лукою Пітті у 1466 році було розкрито, а змовників покарано. Лише П'єр Франческо відбувся переляком, а незабаром отримав прощення. Але з цього моменту йому вже не доручав жодних державних справ. Тому став більше займатися банківською справою. Сконав у 1476 році, залишивши своїх дітей під опіку Лоренцо Медічі.

## Родина
Дружина — Лаудамія, донька Анжело Аччаюолі ді Кассано
Діти:
- Лоренцо (1463–1503)
- Джованні (1467–1498)